# Глухие (пьеса)
«Глухие» — сатировская драма древнегреческого драматурга V века до н. э. Софокла, текст которой практически полностью утрачен.
Герой пьесы получил от Зевса дар, позволяющий не стареть, навьючил его на осла и повёз домой. В пути ослу захотелось пить. Водопой охраняла ядовитая змея, которая разрешила ослу напиться только в обмен на его ношу. В итоге змеи обрели способность омолаживаться, сбрасывая кожу, но вместе с ней они получили и постоянную жажду. Именно этим, согласно пьесе, объясняется то, что жаждой мучаются люди, ужаленные змеями.
Остаётся неясным, какую роль в сюжете играли сатиры и мотив глухоты, фигурирующий в названии. От текста пьесы сохранился только один короткий отрывок — «…И съёжившись, как бобовидный червь...».